# Le Désir (film, 1964)
Pour les articles homonymes, voir Le Désir.
Pour plus de détails, voir Fiche technique et Distribution.
Le Désir (Donde tú estés) est un film dramatique franco-italo-espagnol réalisé par Germán Lorente et sorti en 1964.

## Fiche technique
- Titre français : Le Désir[1]
- Titre italien : Un amore e un addio[2]
- Titre original espagnol : Donde tú estés[3]
- Réalisateur : Germán Lorente
- Scénario : Enrique Josa, Juan García Hortelano, Angel G. Gauna, Juan Marse, José María Musses, Germán Lorente
- Photographie : Massimo Dallamano
- Montage : Dodo Bahador, Giancarlo Cappelli
- Musique : Luis Bacalov
- Décors : Bruno Avesani, Sergio Canevari
- Production : Fidel Osete, Hector de Saint-Laumer, Enrique Esteban, Germán Lorente
- Société de production : Vertice Producciones Cinematograficas PC  (Barcelone), International Film Service (Rome), Este Films, Euram Films, Dicifrance  (Paris)
- Pays de production :  Espagne -  Italie -  France
- Langues originales : espagnol
- Format : Couleurs par Technicolor - 2,35:1 - Son mono - 35 mm
- Durée : 85 minutes
- Genre : Drame de mœurs
- Dates de sortie :
  - Espagne : 27 avril 1964 (Madrid) ; 3 juin 1964 (Barcelone)
  - Italie : 28 juin 1964
  - France : 31 mars 1967[1]

## Distribution
- Maurice Ronet : Paul Vallier
- Claudia Mori : Lisa Branzeri
- Ángel Aranda : Gunther Franck
- María Asquerino : Colette Aurillac
- Helga Liné : Nicole
- Amedeo Nazzari : Max Branzeri
- Luis Dávila : Rodolfo
- Katia Loritz (es) : Carmen
- Patricia Viterbo : Elka
- Charlie Beal : Pops
- Ricardo Ferrante
- Mohamed Ali Assad-Bahador